# Imperfect Harmonies
Imperfect Harmonies ist das zweite Solo-Studioalbum des armenisch-US-amerikanischen Musikers Serj Tankian, das im September 2010 erschien.

## Entstehung und Veröffentlichung
Die Erstveröffentlichung von Imperfect Harmonies erfolgte am 17. September 2010 bei Reprise Records. Das Album erschien in seiner Originalausführung als CD (Katalognummer: 9362496597), Download und LP (Katalognummer: 9362496594) mit elf Titeln.
Getextet, komponiert und produziert wurden alle Lieder alleine von Tankian selbst.

## Titelliste
1. Disowned Inc. – 4:07
2. Borders Are… – 4:38
3. Deserving? – 4:05
4. Beatus – 4:41
5. Reconstructive Demonstrations – 5:04
6. Electron – 3:46
7. Gate 21 – 2:43
8. Yes, It’s Genocide – 3:16
9. Peace Be Revenged – 3:59
10. Left of Center – 3:06
11. Wings of Summer – 4:45 (feat. Shana Halligan)

## Rezensionen
Manche Kritiker sind der Meinung, Tankians Musik hätte sich mit Imperfect Harmonies vom bisher bekannten Stil fortentwickelt. So schreibt bspw. Adrian Meyer von laut.de: „Noch nie schienen SOAD (oder ein Ende deren kreativer Pause) in weitere Ferne gerückt als nach dem Hören von "Imperfect Harmonies".“ In diesem Zusammenhang wird besonders die veränderte Instrumentierung erwähnt; besonders das Orchester spiele eine deutlich größere Rolle als zuvor.
Am häufigsten wird die Musik des Albums als „experimentell“, „detailreich“ oder „überladen“ beschrieben. Dieser Umstand ruft sowohl positive als auch negative Reaktionen hervor. Während die einen Kritiker das Album als „fesselnd“ und „schön“ bezeichnen, finden andere es dagegen nur schwer zugänglich. Wieder andere weisen ausdrücklich auf diese Widersprüchlichkeit hin, wie bspw. Tom Jurek von allmusic.com:

„Imperfect Harmonies is drenched in seeming contradictions, lyrically, sonically, and musically: […].“

„Imperfect harmonies ist voller scheinbarer Widersprüche, lyrisch, klanglich und musikalisch: […].“

Je nach Einschätzung des Rezipienten schafft es Tankian, diese Widersprüchlichkeiten zu einem funktionierenden Werk zu vereinen oder scheitert an seinen Ambitionen.

## Chartplatzierungen
| ChartsChartplatzierungen       | Höchstplatzierung | Wochen |
| ------------------------------ | ----------------- | ------ |
| Deutschland (GfK)              | 18 (4 Wo.)        | 4      |
| Österreich (Ö3)                | 13 (4 Wo.)        | 4      |
| Schweiz (IFPI)                 | 12 (3 Wo.)        | 3      |
| Vereinigte Staaten (Billboard) | 35 (2 Wo.)        | 2      |
| Vereinigtes Königreich (OCC)   | 86 (1 Wo.)        | 1      |